# Meridiano 131 W
O Meridiano 131 W é um meridiano que, partindo do Polo Norte, atravessa o Oceano Ártico, América do Norte, Oceano Pacífico, Oceano Antártico, Antártida e chega ao Polo Sul.  Forma um círculo máximo com o meridiano 49 E.
Começando no Polo Norte, o meridiano 131º Oeste tem os seguintes cruzamentos:
| País, território ou mar | Notas |
| ----------------------- | --- |
| Oceano Ártico           | |
| Mar de Beaufort         | |
| Canadá                  | Territórios do Noroeste Yukon Colúmbia Britânica |
| Estados Unidos          | Alasca - Panhandle do Alasca (continente), Ilha Revillagigedo e Panhandle do Alasca (continente, 2.ª vez)                                                                       |
| Entrada Dixon           | Passa a leste da Ilha Zayas, Colúmbia Britânica, Canadá · Passa a oeste da Ilha Dundas, Colúmbia Britânica, Canadá · Passa a oeste da Ilha Stephens, Colúmbia Britânica, Canadá |
| Estreito de Hecate      | |
| Canadá                  | Ilhas Moresby e Kunghit |
| Oceano Pacífico         | Passa a oeste da ilha Oeno, Pitcairn |
| Oceano Antártico        | |
| Antártida               | Território não reivindicado |